# Alojz Rebula
Alojz Rebula (21. července 1924 San Pelagio – 23. října 2018) byl slovinský spisovatel, dramaturg, esejista a překladatel.

## Životopis
Alojz Rebula se narodil ve Slovinci obydlené vesničce San Pelagio (slovinsky: Šempolaj) v Itálii. Protože zde sídlila antislavistická italská policie fašistického režimu, nemohl studovat v rodném jazyce. Navštěvoval italsky mluvící školy, kde se setkal s italskou kulturou a literaturou. Později navštěvoval klasické gymnázium v Gorici mezi lety 1936 až 1940, poté, od roku 1940 do roku 1944, pokračoval v tehdejším Vidmu (moderně Udine), kde také maturoval. Po konci druhé světové válka se odstěhoval do Jugoslávie. Roku 1949 vystudoval klasickou filologii na Univerzitě v Lublani. V roce 1951 se odstěhoval zpět do Itálie, kvůli tlakům komunistického režimu. V roce 1956 měl zakázán vstup do Jugoslávie, z důvodu nesouhlasu ke komunistickému režimu. Roku 1960 v Římě dokončil doktorandské studium, jeho téma bylo Dante ve slovinských překladech. Tentýž rok mu podruhé zakázali vstup do Jugoslávie, jelikož veřejně protestoval v Terstských novinách Listina. Od roku 1960 žil Rebula v Terstu, kde pracoval jako učitel latinského a řeckého jazyka na střední škole s vyučováním slovinského jazyka. Také se zabýval kulturní činností s místní slovinskou komunitou. Společně s Borisem Pahorem, editovali časopis Zaliv. Byl také koeditorem literárního časopisu Sidro, Tokovi, Most. V roce 1975, Pahor a Rebula zveřejnili knihu rozhovorů napsanou Edvardem Kocbekem: Pričevalec naseta časa, ve kterém Rebula odsuzuje zabití dvanáctitisícové slovinské antikomunistické milice, v květnu a červnu roku 1945, komunistickými úřady. Kniha vyvolala v Jugoslávii skandál a jak Pahor, tak Rebula nemohli několik let do Jugoslávie vstoupit. Od demokratizace a osamostatnění Slovinska, v letech 1990-1991, Rebula pracoval jako fejetonista v několika katolických časopisech ve Slovinsku. Žil a pracoval v rodné vesničce v italské části regionu Kras.

## Literární činnost
Alojz Rebula patří mezi nejdůležitější slovinské autory, je především důležitým terstským spisovatelem, stylem realistický filozofický spisovatel prózy inspirovaný symbolickými a expresionistickými prvky. Své vypravování proplétá s esejovým diskutováním a rozjímáním o národních, morálních, zamilovaných, uměleckých a politických otázkách. Ve svém díle zahrnul zvláště poválečnou problematiku slovinských lidí v Terstu a okolí, strastiplného a trpkého života venkovského lidu, vzdělanců a mládeže, a také starší generace, tudíž se ukázal jako dostatečně sofistikovaný pozorovatel a poutavý spisovatel přírody, trpké krásy pastvin a lesů. Je známý svými historickými romány, ve kterých v dalekém čase ukázal soudobý svět a rozměr, také s pomocí hlubokého psychologického portrétu svých hrdinů. Ve svých dílech spojuje témata antická, křesťanská a slovinská.
Uveřejnil mnoho sbírek esejí, deníků, románů, dramat, krátké prózy a jiných inspirovaných publicistických děl, která byla přeložena do několika cizích jazyků.
Za své úspěchy byl odměněn mnoha cenami; roku 1995 – Prešernova cena za literární práci, roku 1997 – mezinárodní cena Acerbi za italské překlady jeho románů V sibilinem vetru, a roku 2005 – cena kresnik za román Nokturno za Primorsko jako nejúspěšnější román roku.

## Vybraná díla

### Romány
- Zvonovi Nilandije (2005)
- Nokturno za Primorsko (2004)
- Jutranjice za Slovenijo (2000)
- Cesta s cipreso in zvezdo (1998)
- Duh velikih jezer (1997)
- Maranathà ali leto 999 (1996) (přeloženo do němčiny, 1998)
- Kačja roža (1994) (přeloženo do italštiny, 2005)
- Jutri čez Jordan (1988) (přeloženo do francouzštiny, 1997)
- Zeleno izgnanstvo (1981)
- Snegovi Edena (1977)
- Divji golob (1972)
- V Sibilinem vetru (1968) (přeloženo do italštiny, 1992)
- Senčni ples (1960) (přeloženo do srbochorvatštiny, 1981)
- Klic v Sredozemlje (1957)
- Vinograd rimske cesarice (1956)
- Devinski sholar (1954)

### Drama
- Operacija Timava (1993)
- Savlov demon – šest her s religiozní tematikou (1985)
- Hribi, pokrijte nas! (1983)

### Eseje
- Smer Nova zemlja
- Ob slovenskem poldnevniku (1995)

### Deníky
- Iz partiture življenja. Dnevnik 1977–1981 (2002)
- Gorje zelenemu drevesu
- Oblaki Michigana
- Vrt bogov
- Koraki apostolskih sandal
- Previsna leta
- Ko proti jutru gre

### Ostatní literární díla
- Arhipel (2002)
- Intervjuji o prihajajočem (2002)
- Pastir prihodnosti (1999)
- Pričevalci vstajenja (1999) (přeloženo do angličtiny, 1999)
- Severni križ (1994)